# Scedopla diffusa
Scedopla diffusa är en fjärilsart som beskrevs av Shigero Sugi 1959. Scedopla diffusa ingår i släktet Scedopla och familjen nattflyn. Inga underarter finns listade.